# Glossoscolecidae
Glossoscolecidae ist der Name einer Familie von Wenigborstern in der Ordnung der Crassiclitellata (Regenwürmer im weiteren Sinne), die in Mittelamerika und Südamerika verbreitet sind. Durch eine Revision 2012 und die Aufstellung der Familie Rhinodrilidae ist ihr Umfang stark eingegrenzt worden.

## Merkmale
Die Glossoscolecidae haben einen zylindrischen Körper ohne dorsale Poren. An jedem Segment sitzen vier Paar Borsten.
Der Oesophagus bildet im 6. Segment einen Kaumagen, während es im 11. oder 12. Segment ein Paar außerhalb der Darmwand sitzende, verflochtene röhrenförmige Kalkdrüsen gibt. Der Typhlosolis ist klingenförmig mit einem Vorderabschnitt, in dem Zickzackfalten ventral verschmolzen und zu seitlichen Taschen gefaltet sind. Das geschlossene Blutgefäßsystem der Glossoscolecidae weist im Vorderteil des Körpers neben dem Bauch- und den Rückengefäß ein ähnlich wie letzteres gebautes supra-oesophageales Gefäß, ein paariges extra-oesophageales Gefäß in der Mitte der Herzen sowie unter dem Bauchmark ein der Körperwand anliegendes subneurales Gefäß auf. Die Nephridien sind wohl entwickelt als Holonephridien mit Nephridiostomata, im Mitteldarmbereich versikulär.
Das Clitellum der Zwitter ist stets sattelförmig und nimmt, beginnend mit dem 14. Segment, bis zu 12 Segmente ein. Eine Tubercula pubertatis ist vorhanden. Die Tiere haben keine Prostatae. Die paarigen, adiverticulaten (keine Blindsäcke aufweisenden) Receptacula seminis sind entweder interparietal oder breiten sich frei ins Coelom aus und münden über unauffällige paarige, selten zahlreiche Öffnungen vor den gonadentragenden Segmenten nach außen. Die deutlich sichtbaren männlichen Geschlechtsöffnungen sitzen hinter den weiblichen und sind mit innerhalb des Coeloms befindlichen Bulbi ejaculatori verbunden, in welche die Spermienleiter führen.

## Verbreitung
Die Glossoscolecidae sind im tropischen Südamerika verbreitet, einzelne Vertreter der Gattung Glossodrilus auch in Mittelamerika einschließlich der karibischen Inseln Dominica und Martinique. Die Glossoscolecidae sind wie andere Crassiclitellaten Bodenbewohner und Substratfresser, welche die organischen Bestandteile des verschluckten Substrats verdauen.

## Systematik
Die Familie Glossoscolecidae wurde 1900 von Wilhelm Michaelsen aufgestellt. Seitdem wurden hierher zahlreiche Gattungen gestellt, die nach der jüngsten Revision nicht mehr dazu zählen. Molekulargenetische Untersuchungen von Samuel Wooster James und Seana K. Davidson 2012 ergaben, dass die Glossoscolecidae, wie sie etwa von Reginald William Sims1981 beschrieben wurden, polyphyletisch sind und in zwei neue Familien unterteilt werden müssen, weshalb sie die Glossoscolecidae s. str. neu beschrieben und die Familie Pontoscolecidae fam. nov. um die Gattung Pontoscolex aufstellten. Noch im selben Jahr revidierte allerdings Samuel Wooster James den Namen, da bereits 1890 eine Familie Rhinodrilidae Benham, 1890 unter Einschluss von Pontoscolex begründet worden war. Somit zählt unter anderem der auf Grund seiner großen Verbreitung als invasive Art bekannte Pontoscolex corethrurus nicht mehr zur Familie Glossoscolecidae, sondern zur Familie Rhinodrilidae.

### Gattungen nach der Revision durch James und Davidson (2012)
Nach der Revision umfasst die Familie Glossoscolecidae sensu stricto nur noch 7 Gattungen:
- Diaguita Cordero, 1942
- Enantiodrilus Cognetti, 1902
- Fimoscolex Michaelsen, 1900
- Glossodrilus Cognetti, 1905
- Glossoscolex Leuckardt, 1835
- Holoscolex Cognetti, 1904
- Righiodrilus Zicsi, 1995

### Gattungen auf Grundlage der Beschreibung von Sims (1981)
Vor der Revision wurden in die Familie Glossoscolecidae sensu lato etwa 25 Gattungen mit annähernd 200 Arten eingeschlossen:
- Aicodrilus Righi, 1971
- Alexidrilus Righi, 1971
- Amazo Righi, Ayres & Bittencourt, 1976
- Anagaster Friend, 1921
- Andiodrilus Michaelsen, 1900
- Andiorrhinus Cognetti, 1908
- Andioscolex Michaelsen, 1927
- Annadrilus Horst, 1893
- Anteoides Cognetti, 1902
- Anteus Perrier, 1872
- Aptodrilus Cognetti, 1904
- Atatina Righi, 1971
- Aymara Michaelsen, 1935
- Botarodrilus Zicsi, 1990
- Bribri Righi, 1984
- Chibui Righi & Guerra, 1985
- Cirodrilus Righi, 1975
- Diachaeta Benham, 1886
- Diaguita Cordero, 1942
- Enantiodrilus Cognetti, 1902
- Estherella Gates, 1970
- Eudevoscolex Cordero, 1944
- Fimoscolex Michaelsen, 1900
- Geoscolex Leuckardt, 1841
- Glossocolex Leuckardt, 1836
- Glossodrilus Cognetti, 1905
- Glossoscolex Leuckardt, 1835
- Goiascolex Righi, 1971
- Hesperoscolex Michaelsen, 1900
- Hexachyloscolex Zicsi & Csuzdi, 1999
- Holoscolex Cognetti, 1904
- Hypogaeon Savigny, 1820
- Inkadrilus Michaelsen, 1917
- Irewiae Drachenberg, [1989] 1992
- Langioscolex Zicsi, 1990
- Martiodrilus Michaelsen, 1937
- Meroscolex Černosvitov, 1934
- Onoreodrilus Zicsi, 1988
- Onychochaeta Beddard, 1891
- Opisthodrilus Rosa, 1895
- Periscolex Cognetti, 1905
- Pontoscolex Schmarda, 1861
- Pseudochibui Drachenberg & Carlos, 1992
- Quimbaya Michaelsen, 1935
- Randdrilus Moreno & Pérez-Santos, 1997
- Rhinodrilus Perrier, 1872
- Righiodrilus Zicsi, 1995
- Siphonogaster Levinsen, 1889
- Tairona Righi, 1984
- Tamayodrilus Zicsi, 1995
- Thamnodrilus Beddard, 1887
- Titanus Perrier, 1872
- Trichochaeta Beddard, 1893
- Tuiba Righi, Ayres & Bittencourt, 1976
- Tykonus Michaelsen, 1892
- Urobenus Benham, 1886
- Urochaeta Perrier, 1872
- Zongodrilus Righi, 1996